# NGC 147
NGC 147 је елиптична галаксија у сазвежђу Касиопеја која се налази на NGC листи објеката дубоког неба.
Деклинација објекта је + 48° 30' 26" а ректасцензија 0h 33m 11,7s. Привидна величина (магнитуда) објекта NGC 147 износи 9,4 а фотографска магнитуда 10,4. Налази се на удаљености од 0,702 милиона парсека од Сунца. NGC 147 је још познат и под ознакама UGC 326, MCG 8-2-5, DDO 3, CGCG 550-6, PGC 2004.